# John Tejada
Pour les articles homonymes, voir Tejada (homonymie).
John Tejada est un artiste, producteur et DJ de musique électronique américain. Il est né le 21 avril 1974 à Vienne en Autriche. Ses parents étaient déjà dans le milieu de la musique, son père, était un compositeur et chef d'orchestre de musique classique. Sa mère était, quant à elle, une chanteuse soprano d'origine mexico-américaine.
Il a enregistré des titres sous plusieurs pseudonymes comme  Mr. Hazeltine, Lucid Dream, et Autodidact pour différents labels, notamment Palette Recordings. Il a aussi signé un remix de Such Great Heights de The Postal Service.

## Collaborations
John Tejada a, par ailleurs, réalisé d'autres enregistrements avec Arian Leviste dans les 15 dernières années. Il collabore aussi fréquemment avec Divine Styler. Il a aussi fait équipe avec Takeshi Nishimoto (un élève de Pepe Romero) pour former "I'm Not A Gun". "I'm Not A Gun" a réalisé 4 albums studio depuis 2003. 
En 2006, il joue sur différentes scènes à travers l'Europe avec Justin Maxwell, son dernier associé. 
En octobre 2007, Tejada et Arian Leviste se lance dans leur première tournée ensemble en Europe. Le duo a joué live dans de nombreuses places réputées : au Mission, au Click, au Watergate, au Propaganda, au Maffia, au Batofar, et au Compression @ King King.

## Discographie

### Albums
- 2002 : Daydreams In Cold Weather
- 2003 : The Toiling of Idle Hands
- 2004 : Logic Memory Center
- 2006 : Cleaning sound is a filthy business
- 2008 : Where
- 2011 : Parabolas
- 2012 : The Predicting Machine
- 2015 : Signs Under Test
- 2016 : Palette Recordings 20 (The Early Years)
- 2018 : Dead Start Program
- 2018 : Live Rytm Trax
- 2020 : Don't Let You Go Down
- 2021 : Year of the Living Dead

### EP
- 1997 : Ebonics
- 1998 : Genre
- 1998 : Sonic Life
- 2000 : Song Forms & Freedom
- 2001 : The Cover Up
- 2001 : Connection Remixes
- 2003 : The Toiling of Idle Hands
- 2004 : Mono On Mono